# Poids mi-lourds
Pour les articles homonymes, voir Poids (homonymie).
Poids mi-lourds (en anglais : light heavyweight) est une catégorie de poids en sports de combat.
En boxe anglaise professionnelle, elle concerne les athlètes masculins et féminins pesant entre 76,205 kg (168 livres) et 79,378 kg (175 livres),. En boxe amateur masculine (olympique), la limite est fixée entre 75 et 81 kg. La catégorie n'est pas ouverte aux femmes pour les Jeux 2012 et 2016,.

## Boxe professionnelle
L'américain Jack Root est reconnu comme étant le 1er boxeur champion du monde des poids mi-lourds après sa victoire face à Charles Kid McCoy aux points le 22 avril 1903. Le premier français champion de France dans cette catégorie est Marc Gaucher en 1907.

### Titre inaugural
| Organisation | Boxeur             | Date            |
| WBA/NBA      | Georges Carpentier | janvier 1921    |
| WBC          | Willie Pastrano    | 1er juin 1963   |
| IBF          | Michael Spinks     | 25 février 1984 |
| WBO          | Michael Moorer     | 3 décembre 1988 |

## Boxe amateur

### Champions olympiques
- De 72,6 kg à 79,4 kg :
  - 1920 -  Edward Eagan
  - 1924 -  Harry Mitchell
  - 1928 -  Víctor Avendaño
  - 1932 -  David Carstens
  - 1936 -  Roger Michelot
- De 73 kg à 80 kg :
  - 1948 -  George Hunter
- De 75 kg à 81 kg :
  - 1952 -  Norvel Lee
  - 1956 -  James Boyd
  - 1960 -  Mohamed Ali
  - 1964 -  Cosimo Pinto
  - 1968 -  Danas Pozniakas
  - 1972 -  Mate Parlov
  - 1976 -  Leon Spinks
  - 1980 -  Slobodan Kačar
  - 1984 -  Anton Josipović
  - 1988 -  Andrew Maynard
  - 1992 -  Torsten May
  - 1996 -  Vassiliy Jirov
  - 2000 -  Aleksandr Lebziak
  - 2004 -  Andre Ward
  - 2008 -  Zhang Xiaoping
  - 2012 -  Egor Mekhontsev
  - 2016 -  Julio César de la Cruz
  - 2020[6] -  Arlen López